# La Bionda (fumetto)
La Bionda è un personaggio dei fumetti ideato da Franco Saudelli nel 1987 sulle pagine della rivista Comic Art. La protagonista di ironiche storie a sfondo sadomaso e feticista è una ladra impegnata in furti e truffe protagonista di storie erotico-umoristiche con un'ambientazione fantascientifica.

## Introduzione all'opera
Il personaggio nasce dalla passione di Saudelli per lo studio dell'anatomia femminile; questa passione verso il corpo femminile lo spinge a realizzare storie nelle quali le venature erotiche sono un pretesto per permettere all'autore di disegnare figure femminili nude o parzialmente svestite. La loro raffigurazione si spinge oltre, siccome sono anche ritratte come imbavagliate e legate con corde e funi, dunque in contesti bondage e sadomaso. L'interesse verso il corpo femminile si spinge infine a una componente feticista riflessa nel disegno di scarpe dai tacchi vertiginosi (retifismo) e piedi nudi (feticismo dei piedi femminili) in primissimo piano.
L'erotismo del fumetto è sempre molto blando nonostante gli aspetti feticisti e bondage e tutto quanto riconducibile al mondo bondage, quali imbavagliamenti e legamenti, nella trama sono finalizzati a contenere per davvero i movimenti e non fanno parte di alcun gioco erotico. La nudità delle ragazze legate è spesso accidentale e giustificata dall'evolversi della trama. Analogamente anche i piedi nudi in primo piano non sono parte di un qualche gioco erotico feticista ma trovano giustificazione all'interno della trama, magari tirando in ballo aperte citazioni di Cenerentola.

## Personaggio, trama e ambientazione
Il personaggio è graficamente ispirato a Kathleen Turner, con una ricca chioma di capelli biondi, un fisico statuario e una maschera nera sul volto, sempre con tacchi vertiginosi, pantaloni aderenti, lunghi guanti, reggiseno in bella mostra e un improbabile farfallino.
La trama, spesso alquanto esile ma comunque divertente e caratterizzata da ritmo e da un piacevole umorismo, è un pretesto per mostrare i virtuosismi grafici di Saudelli e in genere si basano sulla bionda sempre impegnata a scappare di prigione o ad organizzare qualche audace colpo.
Il fumetto è ambientato in un futuro simile al nostro presente nel quale l'ambientazione futuristica è data da automobili volanti e da pochi altri elementi tecnologici come degli automi dalle sembianze umane.

## Storia editoriale
Il fumetto viene pubblicato per la prima volta nel 1987 sui numeri dal 31 al 37 della rivista Comic Art sulla quale verranno pubblicate negli anni successivi altre cinque storie.
Successivamente, un nuovo editore, la Granata Press, pubblica le nuove storie del personaggio su una serie a fumetti mensile con un albo in formato pocket. La necessità di rispettare delle scadenze fisse, impone l'obbligo di affiancare a Saudelli dei collaboratori che lo aiutino sia nei testi che nei disegni. Per i testi i collaboratori sono Giuseppe Ferrandino, Ottavio de Angelis e Lillo, del duo comico Lillo & Greg, che per una sola storia scrive interamente la sceneggiatura. I disegni sono realizzati da Giancarlo Caracuzzo, Maurizio Di Vincenzo, Lillo e Roberto d'Arcangelo (a volte ripassando a china le matite dello stesso Saudelli).

## Elenco episodi

### Prime serie
Le prime serie sono state pubblicate sulla rivista Comic Art e sono state scritte e disegnate da Saudelli:
- "Colpo doppio" (numeri dal 31 al 37) - La bionda evade dalla prigione in cui è rinchiusa e si prefigge il rapimento della "regina dei salatini" nota ereditiera di un magnate dell'industria, in una intricata storia di formule segrete per salatini e scambi di persona.
- "Colpo di sonno" (Speciale Vacanze della rivista Comic Art del Luglio 1988): la bionda se la deve vedere con uno stuolo di suoi fan.
- "Bondage Palace" (numeri dal 50 al 53 - 1988/89).
- "Bondage Palace II - Il ritorno" (numeri dal 64 al 67 - 1990).
- "Fobus III e dintorni" (numeri dal 85 al n.89 - 1991): ultima avventura del personaggio pubblicata su Comic Art.

Tutte queste storie sono state stampate in un bianco e nero ma la successiva ristampa in volume di Colpo doppio e Bondage Palace saranno colorate. 

### Seconda serie
La seconda serie di storie è stata pubblicata dalla Granata Press a partire dall'aprile 1994 ed è composta da un 11 volumi:
- "Qualcosa che luccica": è il numero zero allegato, con tre copertine differenti, alle riviste Blue n° 36, Kaos n° 16 e Nero n° 10.

1. Il numero uno (di Ferrandino, Saudelli)
2. Due scarpine di raso blu (di Ferrandino, Saudelli, Di Vincenzo)
3. Le trappole della fortuna (di Saudelli)
4. Nodo alla gola (di Saudelli, Caracuzzo)
5. Un nodo da sciogliere (di Ferrandino, Saudelli, Di Vincenzo)
6. Un nuovo look (di Saudelli, Lillo)
7. Maledette perle (di Saudelli, D'Arcangelo)
8. Anche le criminali hanno un'anima (di Lillo, Saudelli)
9. Un'ombra nel passato (di De Angelis, Saudelli, D'Arcangelo)
10. Un biberon da un milione di dollari (di Lillo, Saudelli)

- La Granata Press ha inoltre ristampato in volume di grande formato le storie Bondage Palace e Fobus III[1].

- "Il sorriso del profeta", che avrebbe dovuto essere l'undicesimo volume della serie della Granata Press, verrà successivamente pubblicato sui numeri 11 e 12 della rivista Selen nel 1996[1].

- Nel 2000 Saudelli realizza un remake della prima storia ripresentati dal punto di vista degli altri personaggi nella storia "La bionda, Colpo doppio: La storia mai vista" pubblicata nel volume "Baldazzini e Saudelli's Bizzarreries" edito da Glittering Images[1].